# Aurelian Sacerdoțeanu
Aurelian Sacerdoțeanu (n. 20 decembrie 1904, Costești, Vâlcea, România – d. 7 iunie 1976, București, România) a fost un istoric și arhivist român, care a avut merite importante în dezvoltarea învățământului arhivistic românesc. A fost director al Arhivelor Statului (1938–1953) și profesor universitar. A fost membru al Comisiei Monumentelor Istorice (1939–1948), director al revistei Hrisovul, buletinul Școlii de Arhivistică (1941–1947).

## Biografie
Aurelian Sacerdoțeanu s-a născut pe 20 decembrie 1904 în comuna Costești din județul Vâlcea, într-o familie de preoți.
A studiat istoria în cadrul Facultății de Litere și Filosofie a Universității din București între anii 1924 și 1927, dobândind cunoștințe de de paleografie slavă, greacă și latină. În paralel, a urmat timp de un an de zile cursurile Facultății de Teologie.
A făcut cursurile Școlii Române de la Paris, frecventând în același timp și cursuri la Sorbona, la École Nationale des Chartes și la Institut du Panthéon. Și-a luat în 1930 doctoratul (magna cum laude).
Între 1930–1948 a fost profesor titular la Școala Superioară de arhivistică, iar din 1938 directorul instituției. 
În 1935 a fost premiat de Academia Română pentru opera Marea Invazie Tătară și Sud-Estul European, apărută în 1933 (reproducerea unei conferințe ținute în 1932 despre invazia din 1241). În 1937 a fost premiat tot de Academie pentru lucrarea Considerații asupra istoriei Românilor în evul mediu. Dovezile continuității și drepturile românilor asupra teritoriilor lor actuale.
În noiembrie 1931 s-a căsătorit cu Virginia Vasiliu, asistenta lui N. Iorga, pe care o cunoscuse la Școala Română din Roma.
A fost profesor la Facultatea de Istorie a Universității din București: catedra de istorie medie, modernă și contemporană (1950–1952), catedra de arhivistică (1952–1968) și catedra de istoria României (1968–1970).
A murit la 7 iunie 1976. Muzeul județean din Râmnicu Vâlcea îi poartă numele.

## Opere
- Marea invazie tătară și Sud-Estul european, București, 1933
- Arhivistica, București: Editura Didactică și Pedagogică, 1970
- Dimitre Onciul. Studii de istorie, București: Editura Albatros, 1971
- B. P. Hasdeu. Scrieri istorice, vol. I–II, București: Editura Albatros, 1973